# Брянський театр драми імені О. К. Толстого
Брянський театр драми імені О. К. Толстого (рос. Брянский театр драмы имени А. К. Толстого) — драматичний театр у обласному центрі Російської Федерації місті Брянську.

## Загальні дані
Брянський театр драми імені О. К. Толстого міститься у спеціально зведеній функціональній будівлі у центрі міста за адресою:
вул. Фокіна, буд. 26, м. Брянськ-241050 (Росія).
Технічні служби включають в себе такі цехи: бутафорський, костюмерно-пошивний, реквізиторський, монтажний, радіо- та електроцех.
Творче керівництво театром здійснюють режисери Е. Д. Купцов, Б. В. Яриш, художник А. М. Малигін.
Тривалий час директором закладу є заслужений працівник культури Росії Володимир Андрійович Макаров.

## З історії театру

### Заснування театру
До 1926 року (дата відкриття Брянського драмтеатру) в купецькому Брянську не було стаціонарного театру — тут виступали тільки час від часу заїжджі гастролери.

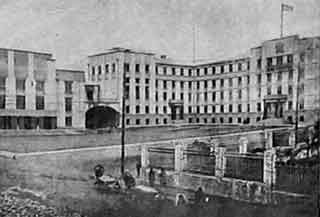
Театральний майдан у Брянську, 1920-30 рр.

Урочисте відкриття Брянського драматичного театру відбулося 7 листопада 1926 року в новозбудованій будівлі в центрі міста — її поспіхом зводили до 9-ї річниці Жовтневої революції (1917). Першу трупу театра очолив В. А. Чиркін. А вже 14 листопада того ж (1926) року відіграли першу прем'єрну виставу — «Декабристы» за п'єсою Н. Лернера.
Афіша сезону 1926-27 рр. включала в себе вистави за п'єсами В. Шекспіра, Ф. Шіллера, О. М. Островського, М. Ю. Лермонтова, М. В. Гоголя, А. П. Чехова, М. Горького. Кістяк першої трупи театру склали П. А. Кошевський, Н. Т. Кисіль-Загорянський, С. С. Карнович-Валуа, П. А. Константинов, Т. А. Снєжинська, Н. А. Александрова-Фок, Є. К. Вишневська, Августа Миклашевська (їй присвятив декілька ліричних поезій Сергій Єсенін). Першими гастролерами Брянського драматичного театру були актриса МХАТу О. Кніппер-Чехова, уславлений бас А. Пирогов, виконавиця російських народних пісень Л. Русланова.
Німецько-радянська війна заскочила колектив театру на гастролях у Гродно. Чимало брянських артистів вступило в лави Радянської Армії й воювали на передовій, дехто брав участь у партизанській боротьбі у ворожому тилу. Кріме того, було створено агітбригаду з обслуговування фронтових військових частин. Лише одинадцятеро з сімдесяти учасників гродненських гастролей змогли повернутися у своє рідне місто. Чимало загинуло, декілька пали смертю нескорених — їх було закатовано. Головного режисера театру Я. Воліна було розстріляно. Театральне приміщення у роки ІІ Світової війни було повністю зруйновано.

### Розвиток у повоєнний період
«Друге народження» Брянського драмтеатру сталося 1949 року, коли було відновлено зруйновану будівлю театра.
Героїко-патриотична тематика на довгі роки стала провідною в театрі — були поставлені вистави «Русские люди» К. Симонова, «Дорога бессмертия» Г. Тосвстоногова та В. Брагіна, «Годы странствий» О. Арбузова, «Соловьиная ночь» В. Єжова, «А зори здесь тихие» Б. Васильєва, «Шумел сурово Брянский лес» А. Семенова, «Господин бургомистр» П. Лучина, «Нашествие» Л. Леонова, «Берег» Ю. Бондарєва, «Рядовые» А. Дударєва, «Березовая ветка» Ю. Візбора. Знаменною подією став поставлений 1960 року режисером М. Ляшенком спектакль за п'єсою колишнього партизана, місцевого автора С. Шатрова «Эхо Брянского леса» — у виставі брали участь актори, що пройшли війну. Ця вистава перебувала в репертуарі театру понад 20 років, її було показано в Москві і на центральному телебаченні.
Вітчизняна та зарубіжна класика завжди була широко представлена у афіші Брянського драматичного театра. Значною подією для театра і культурного життя міста і області була названа постановка вистави «Король Лир» (Шекспір), здійснена 1954 року В. Енгелькроном і Б. Сапєгіним з артистом Г. Акопяном у головній ролі. Яскравий дует двох актрис Т. Сіліної та М. Гермацької забезпечив успіх вистави «Мария Стюарт» (режисер Д. Любарський) за п'єсою Ф. Шіллера. Двічі було поставлено на брянській сцені спектакль «Царь Федор Иоаннович». У другій (пізнішій) постановці режисера А. Новікова блискуче проявив себе артист П. Ефімов. Виставу «Егор Булычев» М. Горького було удостоєно диплома першого ступіню Міністерства культури РСФСР. у рік 600-річчя перемоги в Куликовській битві (1980) театр здійснив постановку героїчної народної драми брянського сценариста Н. Вітарського «Дмитрий Донской» (режисер В. Голуб). Спектакль показувався в Москві на огляді найкращих вистав російських театрів.
Неодноразово театр звертався до творчості свого уславленого земляка О. К. Толстого. Так, у різні роки були поставлені трагедії «Смерть Иоанна Грозного» та «Царь Федор Иоаннович», інсценіровка за фантастичною повістю «Упирь». У ювілейний 1996 рік театр поставив спектакль за однойменним романом письменника «Князь Серебряный» (режисер Е. Купцов).
У Брянському драматичному театрі у різні роки працювали такі відомі режисери, як В. Енгелькрон, Б. Сапєгін, А. Белявський, М. Ляшенко, Д. Любарський, А. Новіков, Г. Андрєєв, В. Голуб. У акторському цеху працювали цікаві майстри різних поколінь Л. Дагмар, М. Каплун, Б. Райкін, М. Тальмо, А. Скарга, Б. Зайденберг, Г. Акопян, Л. Чиниджанц, С. Кондратьєв, П. Пухляков. В. Давидов, В. Богатирьов, Г. Постніков, Л. Кулагін, В. Грозєв, П. Єфімов, Б. Борисов та інші. Чимало років на посаді директора закладу відпрацював А. Васильєв.
У 1976 році у рік свого 50-ліття Брянський драматичний театр за творчі досягнення було нагороджено Орденом Трудового Червоного Прапора.

## Діючий репертуар, діяльність, акторський склад
Теперішній Брянський драмтеатр за своїм репертуаром по праву можна назвати синтетичним. У театрі яскраво представлена російська і світова класика, сучасна драматургія та література:
- «Не было ни гроша, да вдруг алтын» О. М. Островського;
- «Князь Серебряный» за О. К. Толстим;
- «Последние»" М. Горького;
- «Принцесса Турандот» К. Гоцці;
- «Моя прекрасная леди» за Б. Шоу;
- «Дикарь» А. Касони;
- «Дом Бернарда Альбы» Г. Лорки;
- «Кин IV», «Чума на оба ваших дома» Г. Горіна та інші.

На базі Брянського драмтеатру від початку 1990-х років відбувається вже традиційний Міжнародний (цей статус одержано 2001 року) фестиваль «Слов'янські театральні зустрічі». (заснований з ініціативи директора театру Володимира Андрійовича Макарова). Співзасновниками цього фестивалю були директори Заслуженого колективу Республіки Білорусь Гомельського обласного драматичного театру Валентина Георгіївна Роговська і заслужений працівник культури України колишній директор Чернігівського українського музично-драматичного театру ім. Т. Г. Шевченка О. П. Латиш.
1997 року було вперше проведено 1-й Міжнародний фестиваль сатири та гумору імені Козьми Пруткова.
Колектив Брянського театру не раз перебував на гастролях, як у містах Росії, так і колишнього Союзу — в Москві, Санкт-Петербурзі, Києві, Мінську, Кишиневі, Вільнюсі, Севастополі тощо, брав участь зі своїми виставами у різних театральних фестивалях. Влітку колектив традиційно дає вистави по райцентрах Брянської області.
На базі театру активно діють брянське відділення Союзу театральних діячів Росії.
У теперішній час (дані на 2005 рік) у трупі театра працюють 38 акторів, серед них звання народних артистів Росії мають М. П. Гермацька, М. А. Гаврилова, І. П. Камишев, заслужених — Т. Г. Сіліна, І. Н. Хотяновська.
Першого квітня 2022 року керівництво та трупа Брянського театру вивісили банер на підтримку війни з Україною.

## Виноски
1. ↑  План глядацької зали [Архівовано 26 травня 2010 у Wayback Machine.] на Офіційна вебсторінка театру (2009/2010) [Архівовано 24 травня 2010 у Wayback Machine.]
2. ↑  Історія театра [Архівовано 24 березня 2011 у Wayback Machine.] на Офіційна вебсторінка театру (2009/2010) [Архівовано 24 травня 2010 у Wayback Machine.]
3. ↑  див. також Репертуар на 84-й театральний сезон (2009/2010) [Архівовано 26 травня 2010 у Wayback Machine.] на Офіційна вебсторінка театру (2009/2010) [Архівовано 24 травня 2010 у Wayback Machine.]
4. ↑  НА ТЕАТРЕ ДРАМЫ В БРЯНСКЕ ПОЯВИЛСЯ СИМВОЛ БОЕВОЙ ОПЕРАЦИИ НА УКРАИНЕ. Архів оригіналу за 24 квітня 2022. Процитовано 25 квітня 2022.